# Újpest FC
Újpest FC (kraće UTE ili Újpesti TE) je mađarski nogometni klub iz Újpesta, Budimpešta.

## Povijest
Klub je osnovan 16. lipnja 1885. godine pod imenom Újpesti Torna Egylet. Prvu službenu utakmicu nogometni klub je odigrao 29. travnja 1900. godine. Tijekom 1901. godine Újpest je počeo sa službenim natjecanjem, pridruživši se drugoligaškom natjecanju.
U svojoj dugoj povijesti Újpest osvaja prvu ligu čak 20 puta, a kup 8 puta. Prvi puta osvajaju prvo mjesto u prvoj ligi u sezoni 1929./30. Zadnji put su 2002. godine osvojili neki trofej i to kup i superkup.
Kroz povijest je klub mijenjao nekoliko imena.

## Uspjesi
- Prva nogometna liga Mađarske
  - Prvak: 1929./30., 1930./31., 1932./33., 1934./35., 1938./39., 1945., 1945./46., 1946./47., 1959./60., 1969., 1970., 1970./71., 1971./72., 1972./73., 1973./74., 1974./75., 1977./78., 1978./79., 1989./90., 1997./98.

- Mađarski nogometni kup
  - Osvajač: 1969., 1970., 1975., 1982., 1983., 1987., 1992., 2002., 2014., 2018., 2021.

- Mađarski nogometni superkup
  - Pobjednik: 1992., 2002., 2014.

- Mitropa kup
  - Osvajač: 1929., 1939.

## Vanjske poveznice
- Újpest FC – Twitter
- Službene stranice Újpest FC  Arhivirana inačica izvorne stranice od 17. prosinca 2009. (Wayback Machine)